# كأس الأمير 1975–76
تعتبر بطولة كأس الأمير في موسم 1975/1976 هي البطولة الخامسة عشر في تاريخ كأس الأمير، وقد شارك في هذه البطولة جميع الفرق الأربعة عشر.

## الفرق المشاركة
- نادي السالمية
- نادي الساحل الكويتي
- نادي الفحيحيل
- نادي الجهراء (الشهداء)
- نادي كاظمة
- نادي الصليبيخات
- نادي خيطان
- نادي التضامن الكويتي
- نادي العربي الكويتي
- نادي النصر الكويتي
- نادي اليرموك
- نادي الشباب الكويتي
- نادي القادسية الكويتي
- نادي الكويت

## الدور التمهيدي
- نادي السالمية × نادي الساحل الكويتي (1:3)
- نادي الفحيحيل × نادي الجهراء (الشهداء) (0:3)
- نادي كاظمة × نادي الصليبيخات (1:4)
- نادي خيطان × نادي التضامن الكويتي (0:4)
- نادي العربي الكويتي × نادي النصر الكويتي (0:5)
- نادي اليرموك × نادي الشباب الكويتي (1:2)

## الدور الربع نهائي
- نادي الكويت × نادي السالمية (0:3)
- نادي القادسية الكويتي × نادي خيطان (1:4)
- نادي الفحيحيل × نادي اليرموك (1:3)
- نادي العربي الكويتي × نادي كاظمة (4:5) ضربات جزاء ترجيحية.

## الدور النصف نهائي
- نادي القادسية الكويتي × نادي الفحيحيل (1:3) ضربات جزاء ترجيحية.
- نادي الكويت × نادي العربي الكويتي (5:6) ضربات جزاء ترجيحية.

## تحديد المركزين الثالث والرابع
- نادي العربي الكويتي × نادي الفحيحيل (4:5) ضربات جزاء ترجيحية.

## النهائي
- نادي الكويت × نادي القادسية الكويتي (0:1)

سجل هدف الكويت :
- محمد عبد الله

## هداف البطولة
- خالد إدريس (الفحيحيل) 5 أهداف.